# マット・リッチー
マシュー・トーマス・”マット”・リッチー（Matthew Thomas "Matt" Ritchie、1989年9月10日 - ）は、イングランド・ハンプシャー州ゴスポート出身のプロサッカー選手。EFLチャンピオンシップ・ポーツマスFC所属。元スコットランド代表。ポジションは、ミッドフィールダー。

## クラブ経歴
13歳でポーツマスFCの下部組織に入団。2008-09シーズンにトップ昇格。
最初の2シーズンはレンタル移籍で経験を積み、復帰後2010年4月のウィガン・アスレティックFC戦で念願のトップチームデビュー。
2010年2月、シーズン終了までの契約でスウィンドン・タウンFCにレンタル移籍。2011年1月、完全移籍に移行。
2013年1月、40万ポンドでAFCボーンマスに移籍。スウィンドンを追い出された形の移籍であり、リッチーはこの放出を"鎮痛な思い"と形容している。2月2日のミルトン・キーンズ・ドンズFC戦でデビュー。
2014-15シーズンはボーンマスの主力
を張り、スコットランド代表にも選出された。4月までに11ゴール・13アシストを記録するなどボーンマスのプレミアリーグ初昇格に大きく貢献し、フォーフォーツーが選ぶ2部最優秀選手に選ばれた。
2016年7月、フットボールリーグ・チャンピオンシップに降格したニューカッスル・ユナイテッドFCに移籍。フラムFC戦で初出場を飾り、レディングFC戦以降はペナルティーキッカーを務めた。リーズ・ユナイテッドAFC戦後に負傷するまで主力であり続けて、同シーズンはドワイト・ゲイルに次ぐ9得点を挙げている。
2018-19シーズンはホセルとポジションを争い、シーズン中盤からは左ウイングバックも務めた。

## 代表歴
リッチー自身はイングランドで生まれ育ったが、父親がスコットランド出身のためスコットランド代表を選択した。
2015年3月に開催された北アイルランド代表との親善試合で初キャップ。6月のカタールとの親善試合で初ゴール。

### ゴール
| #  | 開催日        | 会場               | 対戦国     | スコア | 結果 | 試合概要           |
| -- | ------------- | ------------------ | ---------- | ------ | ---- | ------------------ |
| 1. | 2015年6月5日  | イースター・ロード | カタール   | 1–0    | 1–0  | 親善試合           |
| 2. | 2015年10月8日 | ハムデン・パーク   | ポーランド | 1–1    | 2–2  | UEFA EURO 2016予選 |
| 3. | 2016年3月29日 | ハムデン・パーク   | デンマーク | 1–0    | 1–0  | 親善試合           |